# 쿠드랴프카의 차례
《쿠드랴프카의 차례》(일본어: クドリャフカの順番)는 요네자와 호노부의 2005년 청춘 미스터리 소설로, 고전부 시리즈의 세 번째 작품이다.  대한민국에는 엘릭시르에서 권영주 번역으로 출간되었다.

## 목차
1. 잠 못 이루는 밤
2. 무수히 쌓인 그것
3. ‘십문자’ 사건
4. 또다시 잠 못 이루는 밤
5. 쿠드랴프카의 차례
6. 그리고 뒤풀이

## 등장인물
- 오레키 호타로(折木 奉太郎)
- 지탄다 에루(千反田 える)
- 후쿠베 사토시(福部 里志)
- 이바라 마야카(伊原 摩耶花)
- 이리스 후유미(入須 冬実)
- 주몬지 가호(十文字 かほ)
- 도가이토 마사시(遠垣内 将司)
- 다니 고레유키(谷 惟之)
- 다나베 지로(田名辺 治朗)
- 구가야마 무네요시(陸山 宗芳)
- 고치 아야코(河内 亜也子)
- 유아사 쇼코(湯浅 尚子)
- 사와키구치 미사키(沢木口 美崎)
- 하바 도모히로(羽場 智博)